# Nyctemera kiauensis
Nyctemera kiauensis är en fjärilsart som beskrevs av Holloway 1976. Nyctemera kiauensis ingår i släktet Nyctemera och familjen björnspinnare. Inga underarter finns listade i Catalogue of Life.